# 恵比寿神社 (渋谷区)
恵比寿神社（えびすじんじゃ）は東京都渋谷区恵比寿西、JR恵比寿駅の西約60mの市街地にある神社である。旧社名を天津神社（あまつじんじゃ）といい、戦後の区画整理で駅前から遷座させた際、現在の社名に改称された。

## 縁起
旧天津神社の資料が乏しく、縁起については不明である。当時の御祭神は国常立神、豊雲野神、角杙神、意富斗能地神、伊邪那岐命、伊邪那美命の六柱。大六天（だいろくてん）、大六様（だいろくさま）、と呼ばれ、親しまれていたと伝えられている。

## 歴史
創建年は不明である（景行天皇の御代という説に従えば111年〜113年となる）。
昭和34年（1959年）区画整理で遷座させた際、町名あるいはヱビスビールにあやかって兵庫県の西宮神社から事代主命（恵比寿神）を勧請してこれを合祀し、恵比寿神社に改名された。

## 御利益
- 家内安全、無病息災、五穀豊穣に御利益がある。

## 所在地
- 東京都渋谷区恵比寿西一丁目11番地

### 交通
- JR恵比寿駅より徒歩約5分
- 東京メトロ日比谷線「恵比寿駅」より徒歩約2分

### ギャラリー

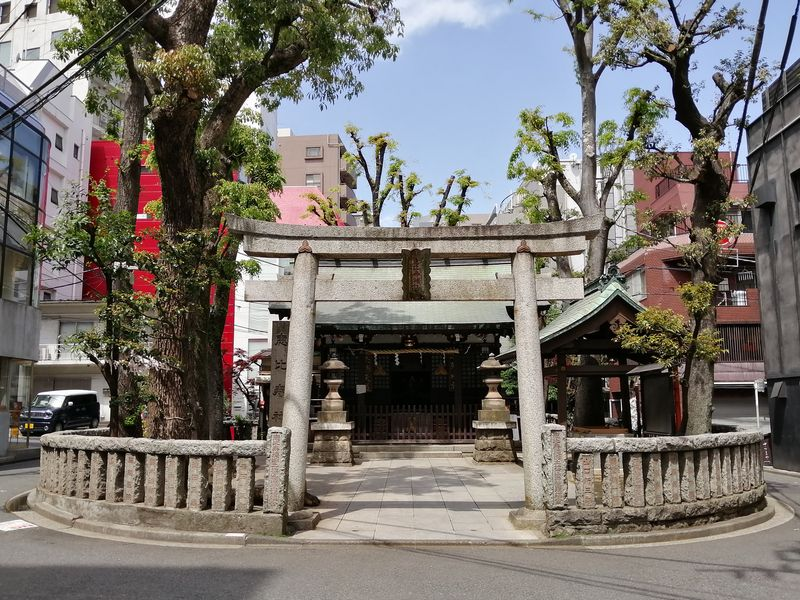
正面
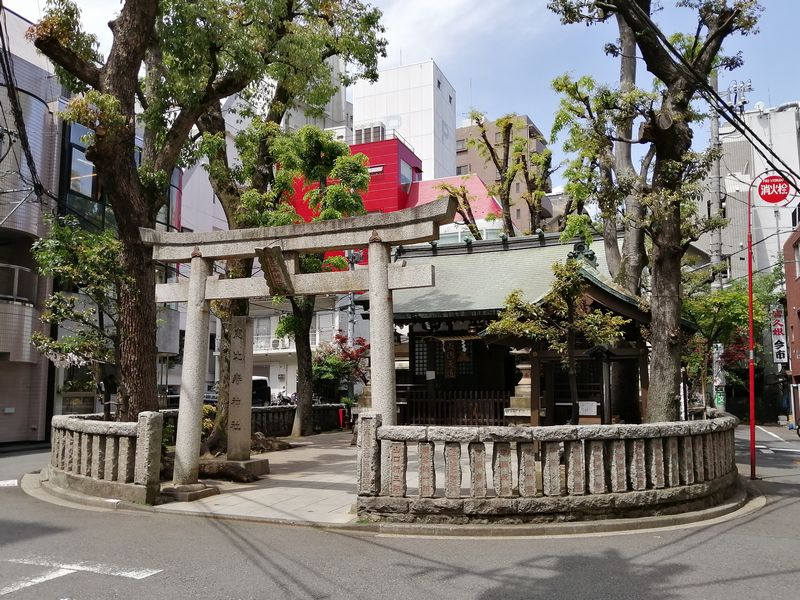
右側
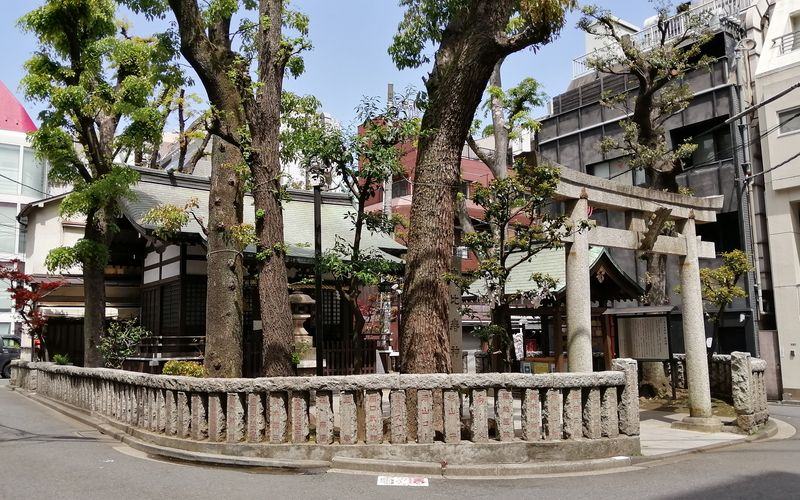
左側
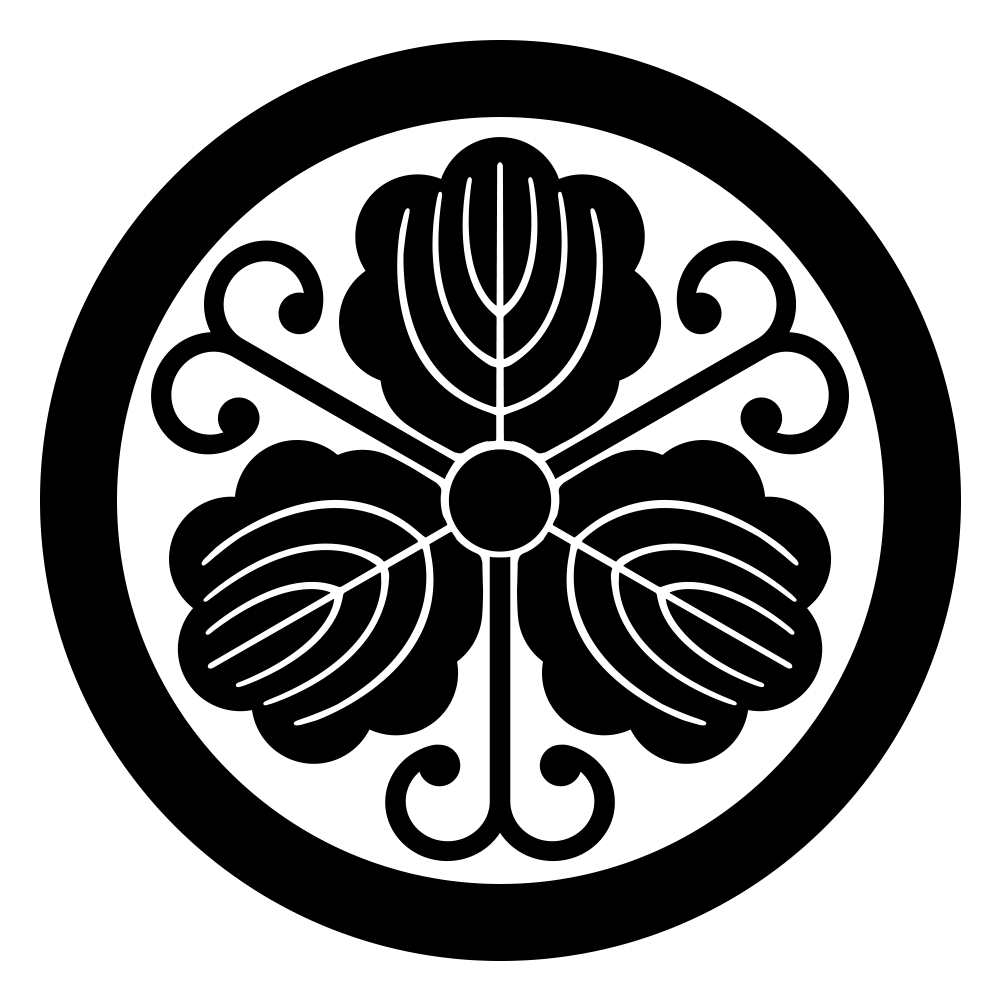
まるにつるかしわ 丸に蔓柏（神紋）

## その他

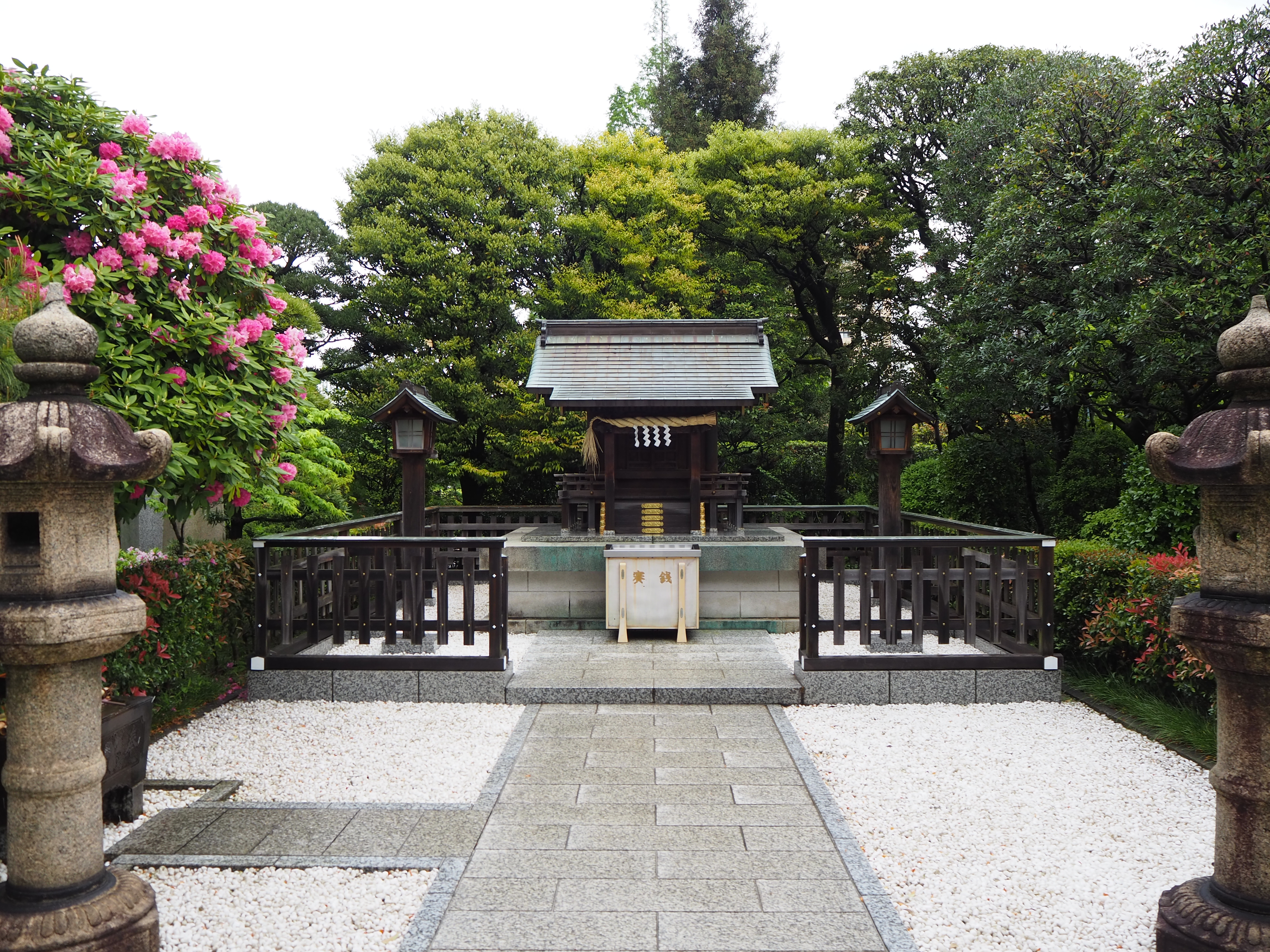
恵比寿ガーデンプレイスにある恵比寿神社

渋谷区にはもうひとつ恵比寿ガーデンプレイス内（サッポロビール本社ビル横）にも小さな恵比寿神の社がみられる。これは明治26年（1893年）、サッポロビール株式会社の前身である「日本麦酒醸造会社」が同じく兵庫県の西宮神社から事代主命を勧請して工場内に創建された企業所有の神社である。 恵比寿ガーデンプレイスのオープンにともない、平成6年（1994年）より一般公開されている。